# 라 무헤르 델 벤다발
《라 무헤르 델 벤다발》(스페인어: La mujer del Vendaval)은 2012년 방영된 멕시코의 텔레노벨라이다.